# 梅特·彼得森
梅特·彼得森（丹麥語：Mette Pedersen，1973年9月30日—），婚後改名梅特·維斯寇維奇（Mette Viscovich），是一名已退役丹麥女子羽球運動員，出生於奧爾堡。
梅特·彼得森職業生涯中最大的成功是1998年歐洲羽球錦標賽女子單打銅牌。早在1991年，她已經贏得了歐洲青少年羽球冠軍。她曾在奧地利羽球國際賽、愛爾蘭羽球公開賽和俄羅斯羽球公開賽上取得了成功。在1997/1998賽季的丹麥羽球公開賽上，她獲得了第二名。
她曾代表丹麥參加2000年優霸盃。在對陣中國的決賽中，她出賽第三單打，原本要與葉釗穎比賽，但丹麥隊以0-3提前落敗而結束賽事。